# Bnunis
Bnunis (en arménien Բնունիս) est une communauté rurale du marz de Syunik en Arménie. En 2011, elle compte 167 habitants.

## Géographie

### Situation
Bnunis est située à 13 km de Sisian et à 117 km de Kapan, la capitale régionale.

### Topographie
L'altitude moyenne de Bnunis est de 1 830 m.

### Territoire
La communauté couvre 3 659 hectares, dont :
- 3 598 ha de terrains agricoles ;
- 1 ha de terrains industriels ;
- 2 ha alloués aux infrastructures énergétiques, de transport, de communication, etc. ;
- 11 ha d'aires protégées ;
- 8 ha d'eau[3].

## Politique
Le maire (ou plus correctement le chef de la communauté) de Bnunis est depuis 2005 Vladimir Hovhannisyan.
| Début | Fin      | Nom                   | Parti                       |
| ----- | -------- | --------------------- | --------------------------- |
| 2005  | 2008     | Vladimir Hovhannisyan | Parti républicain d'Arménie |
| 2008  | 2012     | Vladimir Hovhannisyan | Parti républicain d'Arménie |
| 2012  | En cours | Vladimir Hovhannisyan | Parti républicain d'Arménie |

## Économie
L'économie de la communauté repose principalement sur l'agriculture.

## Démographie
| 2001 | 2008 | 2011 |
| ---- | ---- | ---- |
| 163  | 190  | 167  |